# Todo un día para morir
The Long Day's Dying (en inglés, Todo un día para morir) es una película bélica británica en techniscope de 1968 dirigida por Peter Collinson basada en la novela homónima de Alan White y protagonizado por David Hemmings. Tenía que formar parte de la competición oficial en el Festival Internacional de Cine de Cannes, pero el festival fue cancelado debido a los hecho del Mayo del 68 en Francia. Sí que pudo competir en el Festival Internacional de Cine de San Sebastián 1968, donde ganó la Concha de Oro a la mejor película.

## Argumento
Tres paracaidistas británicos quedan separados de su unidad y se pierden detrás de las líneas enemigas. Protegidos en una granja desierta, esperan el retorno de su sargento que se ha atrevido a intentar localizar su unidad. Como no tienen noticias de él, deciden arriesgarse y enfrentarse a los nazis para conectar con su bando.

## Reparto
- David Hemmings - John
- Tony Beckley - Cliff
- Tom Bell - Tom Cooper
- Alan Dobie - Helmut

## Recepción de la crítica
A Renata Adler, revisando el estreno de la película para The New York Times no le gustó. "hay algunas escenas excelentes ... Pero el guión es insostenible. ... rígido, autoimportante y duro... Sin caracterización ... Una para la sátira barata antibélica inglesa".
Mark Connelly escribió (en 2003) de The Long Day's Dying. 'Los críticos odiaban la película y encontraron los mismos fallos que identificaban en The Charge of the Light Brigade. (Charles Wood escribió el guion de las dos películas) “Se confundió el hecho de que se trataba de una película antibélica que celebraba algunos de los valores de la guerra y de la vida del ejército. Wood demostró, como hizo en The Charge, que la guerra tiene una compleja inspiració de las mentes e imaginario humano. Que aunque finalmente es un proceso terrible y destructivo, ha inspirado los hombres y los ha motivado intelectual y emocionalmente'.

## Producción
Según Michael Deeley, él y Peter Yates trabajaron en el primer borrador del guion pero se le denegó el crédito. Afirma que sio a Collinson el trabajo hecho en parte para ver si tenía el trabajo de dirigir Un trabajo en Italia (1969).

## Premios
Festival Internacional de Cine de San Sebastián
| Año  | Categoría                            | Ganador         | Resultado |
| ---- | ------------------------------------ | --------------- | --------- |
| 1968 | Concha de Plata a la mejor dirección | Peter Collinson | Ganador   |